# Kirke Eskilstrup (plaats)
Kirke Eskilstrup is een plaats in de Deense regio Seeland, gemeente Holbæk, en telt 713 inwoners (2008).